# 弦橋

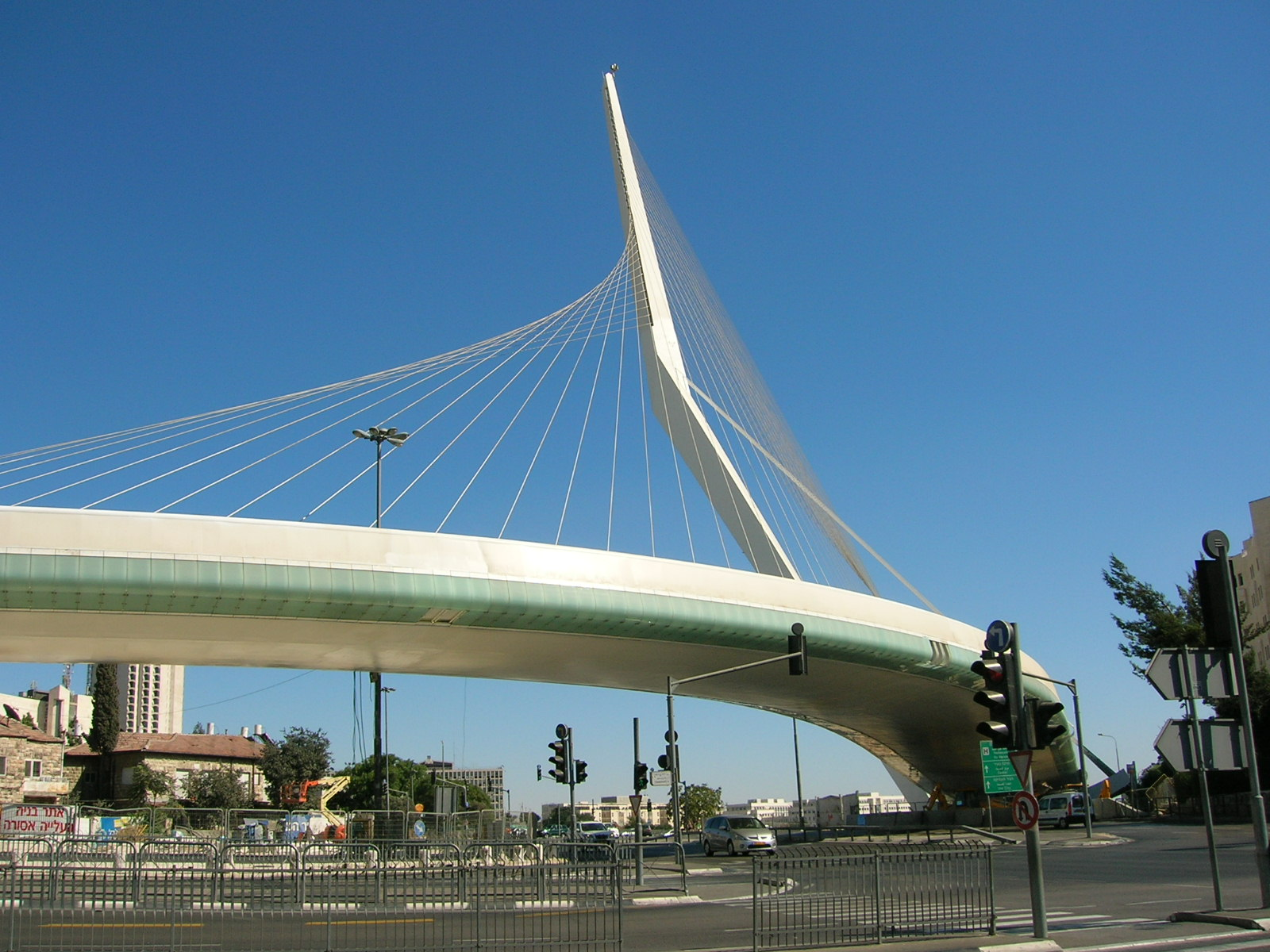
弦橋

弦橋（希伯來語：‎，Gesher HaMeitarim）是以色列耶路撒冷的一座側梁斜拉橋，由西班牙建築家和工程師Santiago Calatrava設計，用於耶路撒冷輕軌紅線。弦橋於2011年8月19日開始投入使用。這座橋樑的修建引發了很大爭議，造價被認為太過昂貴。

## 外部連結
- Bridges, string art and Bézier curves （页面存档备份，存于） — mathematical analysis of the shape.